# Petru Tămăian
Petru Tămăian (n. secolul al XIX-lea – d. secolul al XX-lea) a fost un deputat în Marea Adunare Națională de la Alba Iulia, organismul legislativ reprezentativ al „tuturor românilor din Transilvania, Banat și Țara Ungurească”, cel care a adoptat hotărârea privind Unirea Transilvaniei cu România, la 1 decembrie 1918.:p. 77

## Biografie
Petru Tămăian a avut funcția de canonic custode în cadrul Capitlului Catedral al Diecezei Române Unite din Oradea Mare. Acesta a fost și președintele Exactoratului diecezan.:pp.1-2.

## Activitatea politică

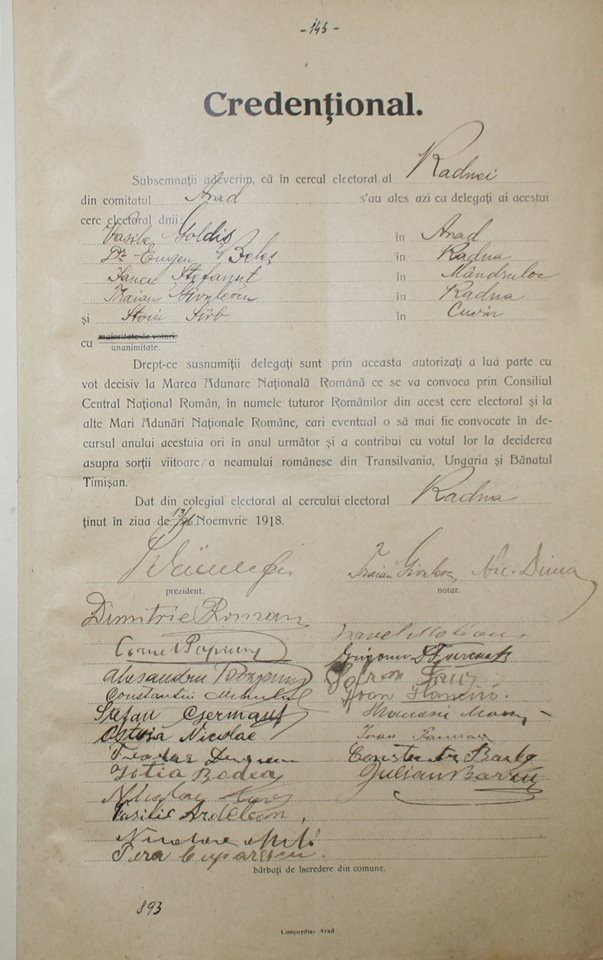
Credențional

A fost ales delegat al Institutului pedagogic greco-catolic român din Oradea-Mare, pentru Comitatul Bihor la Marea Adunare Națională de la Alba-Iulia, unde a votat unirea Ardealului cu România, la 1 decembrie 1918.